# Wonokalang
Wonokalang is een bestuurslaag in het regentschap Sidoarjo van de provincie Oost-Java, Indonesië. Wonokalang telt 2580 inwoners (volkstelling 2010).